# Hermann Reichold
Hermann Reichold (* 23. Juli 1955 in Nürnberg) ist ein deutscher Rechtswissenschaftler und Professor für Bürgerliches Recht, Arbeits- und Wirtschaftsrecht an der Eberhard Karls Universität Tübingen.

## Leben
Nach seinem Jurastudium von 1975 bis 1980 an der Universität Erlangen promovierte er 1985 zum Thema Die Haftung des ausgeschiedenen Personengesellschafters für Ruhegeldverbindlichkeiten. 1992 wurde er in Erlangen mit der Schrift Betriebsverfassung als Sozialprivatrecht habilitiert, die auf der Basis historisch-dogmatischer Grundlagenforschung die Betriebsverfassung als kollektiv-rechtliche Ergänzung der Vertragspartnerschaft von Arbeitgeber und Arbeitnehmer und damit als Sozialprivatrecht zu systematisieren sucht. Es folgten Lehrstuhlvertretungen an der Universität Konstanz und der Universität Greifswald. Von 1994 bis 2000 lehrte Reichold an der wirtschaftswissenschaftlichen Fakultät der Katholischen Universität Eichstätt-Ingolstadt.
Seit 2000 ist er als Nachfolger von Wolfgang Zöllner Professor für Bürgerliches Recht, Arbeits- und Wirtschaftsrecht an der Universität Tübingen. 2008 bis 2010 hatte er das Amt des Dekans der dortigen Juristischen Fakultät inne. Neben seiner fachlichen Tätigkeit als Professor war er seit 2010 bis November 2023 überdies Vorsitzender des Vorstandes der Juristischen Gesellschaft Tübingen e.V. Sein dortiger Nachfolger ist Stefan Huber.
Die von ihm 2011 gegründete und seither geleitete Forschungsstelle für kirchliches Arbeitsrecht an der Universität Tübingen betreibt Hermann Reichold auch nach seiner Emeritierung zum 30. September 2022 weiter. 
Hermann Reichold war 2007 bis 2012 Richter am Staatsgerichtshof für das Land Baden-Württemberg.
Zudem leitete er den Hochschulrat der Pädagogischen Hochschule Weingarten von April 2011 bis März 2020 und zeichnete u. a. verantwortlich für die Bestellung des Rektors / der Rektorin sowie des Kanzlers in 2011 und in 2017/18.
Aus Anlass des 19. Tübinger Arbeitsrechtstags, der von Christian Picker veranstaltet wurde, konnte ihm unter Beisein der BAG-Präsidentin Inken Gallner eine Festschrift mit dem Thema "Sozialprivatrecht in mehrdimensionaler Perspektive" überreicht werden, herausgegeben im Vorgriff auf seinen 70. Geburtstag von seinen ehemaligen Mitarbeiter/innen Elisabeth Hartmeyer, Pascal M. Ludwig und Sebastian Pfrang.

## Schriften (Auswahl)
- Die Haftung des ausgeschiedenen Personengesellschafters für Ruhegeldverbindlichkeiten. Heymann, Köln 1986, ISBN 3-452-20577-0 (Dissertation, Universität Erlangen, 1985).
- Betriebsverfassung als Sozialprivatrecht. Historisch-dogmatische Grundlagen von 1848 bis zur Gegenwart. Beck, München 1995, ISBN 3-406-38782-9 (Habilitationsschrift, Universität Erlangen, 1992).
- Arbeitsrecht. Lernbuch nach Anspruchsgrundlagen. Beck, München 2002; 7. Auflage 2022, ISBN 978-3-406-77162-0.
- mit Michael Droege u. Bernd Heinrich: Einführung in die Rechtswissenschaft. Ein Studienbuch. Beck, München 2011;  4. Auflage 2024, ISBN 978-3-406-80575-2.